# پنجره کودک

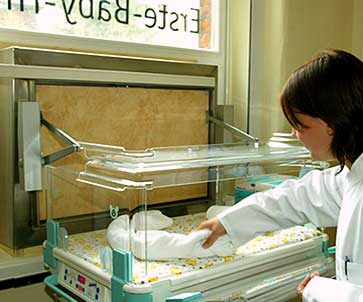
پنجره کودک در آلمان

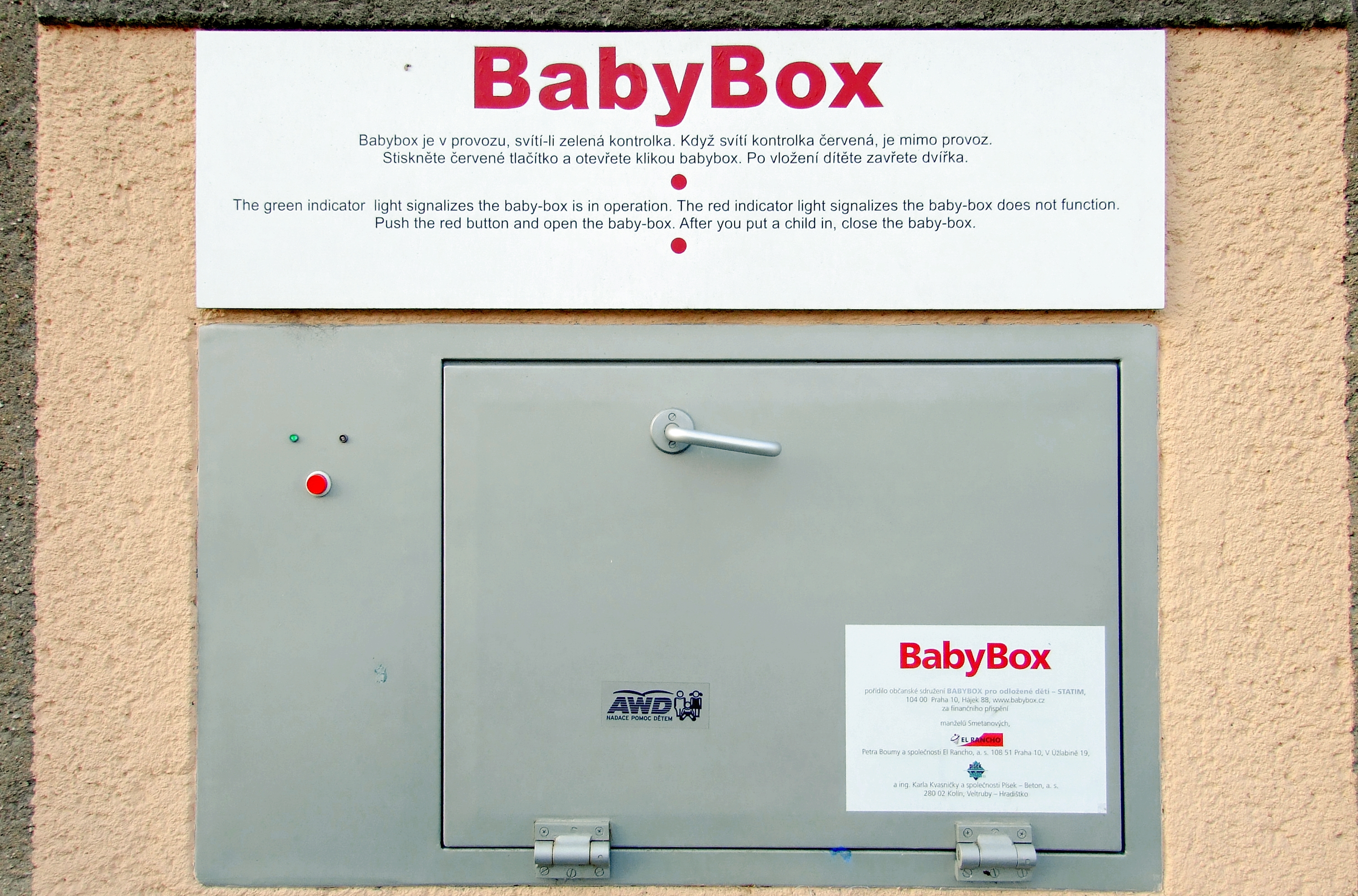
پنجره کودک به نام "BabyBox" در جمهوری چک

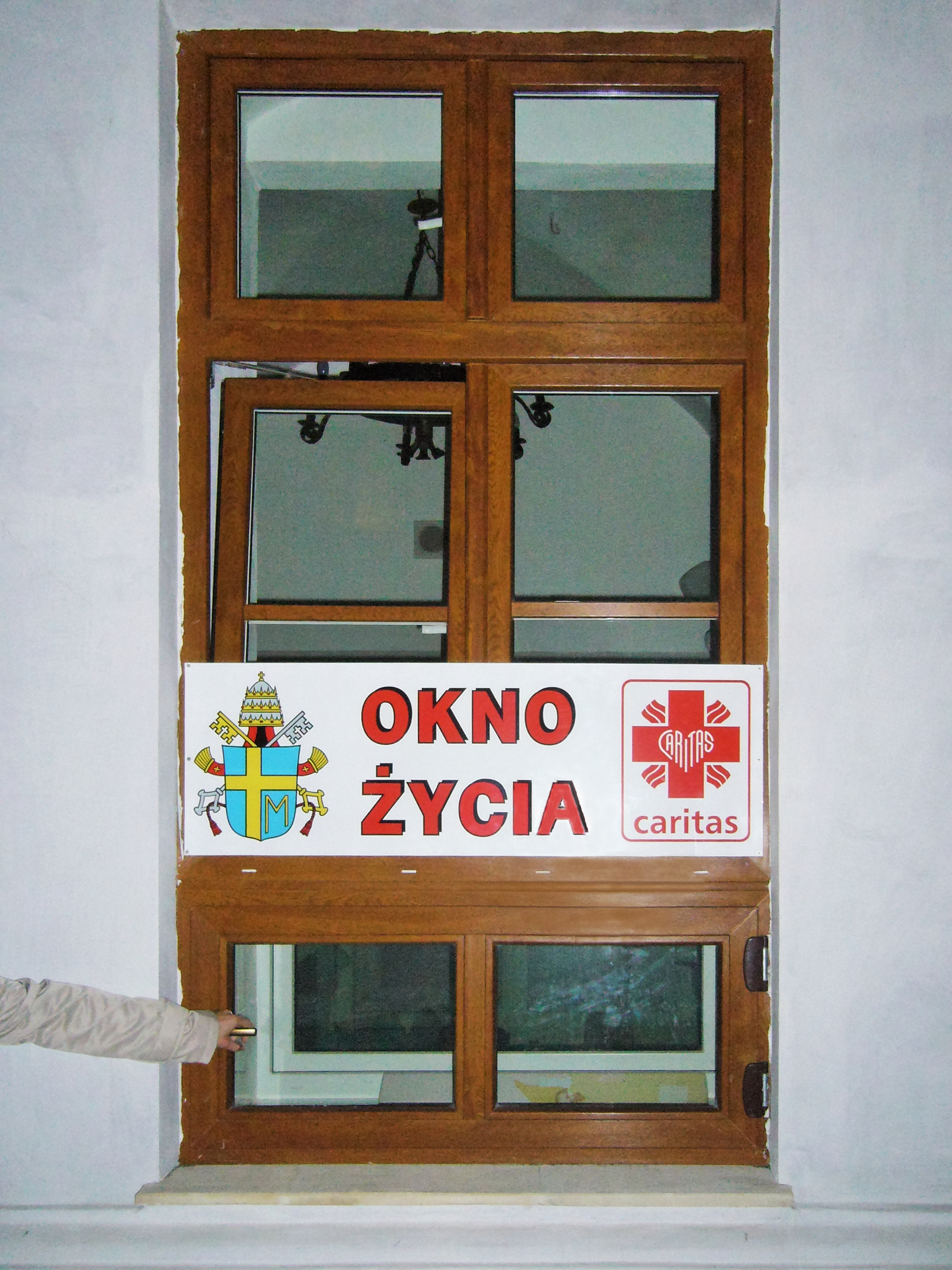
پنجره کودک در لهستان. برچسب OKNO ŻYCIA به معنای "پنجره زندگی" است.

پنجره کودک یا جعبه کودک پنجره، دریچه و یا محفظه ای است که افراد (معمولاً مادران) می‌توانند نوزادان (بیشتر مواقع نوزاد تازه متولد شده) خود را به‌طور ناشناس در آن مکان امن بگذارند تا توسط دولت یا سازمان‌های مسئول یافته و از آنها مراقبت شود. این ایده در قرون وسطی و در قرون ۱۸ و ۱۹ رایج بود، زمانی که این وسیله به عنوان گردونه کودک سر راهی شناخته می‌شد. گردونه‌های کودک سر راهی در اواخر قرن نوزدهم منسوخ شدند، اما شکل مدرن و امروزی آن به نام پنجره کودک، دوباره از سال ۱۹۵۲ معرفی شد و از سال ۲۰۰۰ در بسیاری از کشورها، به ویژه در پاکستان با بیش از ۳۰۰ پنجره کودک متداول گردیده، همچنین در کشورهای آلمان ۱۰۰ عدد جمهوری چک ۷۶ عدد و لهستان ۶۷ عدد وجود دارد.

## منابع

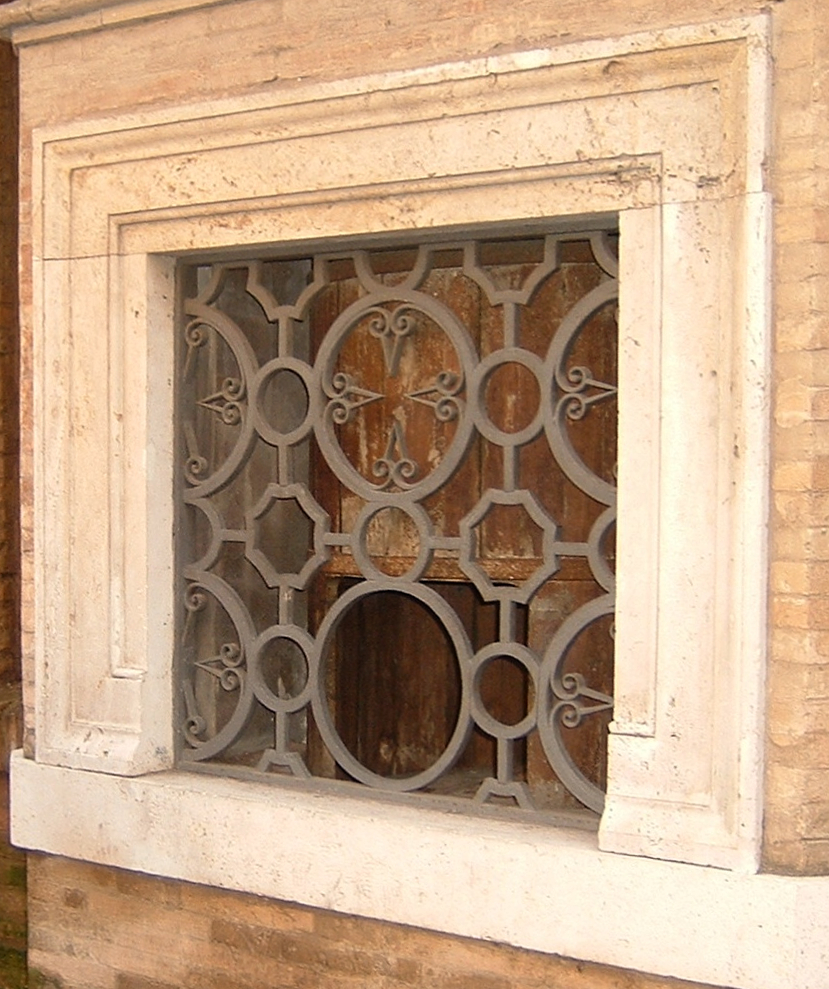
گردونه کودک سر راهی در " Ospedale di Santo Spirito " در رم